# Herman Feshbach
Herman Feshbach (Nova Iorque, 2 de fevereiro de 1917 — Cambridge, 22 de dezembro de 2000) foi um físico estadunidense.
É conhecido por ter escrito, em coautoria com Philip McCord Morse, Methods of Theoretical Physics.

## Livros
- Feshbach, Herman; Philip Morse (1953). Methods of Theoretical Physics. [S.l.]: Cambridge University Press

- Feshbach, Herman; Amos deShalit. Theoretical Nuclear Physics. [S.l.: s.n.]